# 那須資礼
那須 資礼（なす すけひろ）は、江戸時代後期から末期にかけての旗本・歌人。那須氏32代当主。千種有功の門人。

## 略歴
出羽国久保田藩7代藩主・佐竹義明の次男・佐竹義方の子として誕生した。
文化6年（1809年）6月2日、交代寄合・那須資明の婿養子となる。文化8年（1811年）3月27日、養父・資明の隠居により、家督を相続した。文化9年（1812年）2月23日、江戸幕府11代将軍・徳川家斉に御目見する。那須家墓所である下野国玄性寺の整備も行った。
万延元年（1860年）7月29日、隠居し、養子・資興に家督を譲る。以降、聴松と号する。
文久元年（1861年）9月8日、死去。享年67。

## 系譜
- 父：佐竹義方
- 母：不詳
- 養父：那須資明
- 正室：那須資明次女
- 生母不明の子女
  - 男子：平井資倫
- 養子
  - 男子：那須資懐 - 松平宗発次男、後に離縁
  - 男子：那須資興 - 松平宗秀四男
  - 女子：那須資興室 - 津軽順朝娘